# Simon de Perruche
Simon de Perruche ou du Perruchoy ou de Perruchay (Symon de Perrucheio), mort le 4 novembre 1297 à Paris, est un religieux français du XIIIe siècle.

## Biographie
Il est le neveu de Simon de Brion, qui en 1281 devient le pape Martin IV. Sa sœur épouse un sieur le Perruche ou le Périchois, nom du fief de la seigneurie de Bailly-Carrois.
Chanoine de la cathédrale, puis archidiacre à Poissy, il est élu évêque de Chartres, le 13 février 1277. Sacré à Rome après de longue formalités, il prête obéissance au pape Nicolas III, puis au roi. Il ne fait son entrée dans la cathédrale que le 28 juillet 1280.

## Décès
Il décède le lundi après la Toussaint et est inhumé dans le chœur de l'église des Saints-Innocents de Paris, avec une épitaphe.
Armoiries : « de gueules, à la bande d'azur en pal vairée d'argent ».